# Мухіна Аделіна Миколаївна
Мухіна (Слесарчук) Аделіна Миколаївна (25 грудня 1930, УРСР — †18 січня 2014) — українська художниця і поетеса.

## Життєпис
Аделіна Крупченко народилася 1930 р. в Запорізькій області в родині вчителів. Батько загинув у 1933—34 рр., Слесарчук — прізвище вітчима. У 1937 році з сім'єю переїхала до Ленінграда. У 1949 році закінчила Ленінградське вище художньо-промислове училище (1949) (пізніше — Санкт-Петербурзька державна художньо-промислова академія імені О. Л. Штігліца).
З 1958 р. проживала в Києві, працювала різного роду художником-оформлювачем.
Автор багатьох картин, які зберігаються в приватних колекціях в Україні, Росії, Австралії, Чилі, Канаді, Ізраїлі, США, Англії, Німеччини, Франції, Австрії, Норвегії, Іспанії, Італії, Польщі та інших країнах.
Співавторка портрету Т. Г. Шевченка, який став відомий багатьом людям світу, оскільки його можна було побачити у 2014 р. на сцені київського Майдану.

## Авторські роботи
Збірник авторських картин і віршів «АДЕЛИНА» (Київ, 2010, студія «ЗЕРНА»).
Співавторка створення серії ілюстрацій «Тарас Бульба».